# Лівобережний кар'єр (Оренбурзька)
Лівобережний кар'єр (Оренбурзька) – колишнє гірничодобувне підприємство у Оренбурзькій області Росії.
В 2011-му на Лівобережному мідноколчеданному родовищі почали розкривні роботи, при цьому того ж року з глибини у 10 метрів отримали першу руду. Проектна глибина кар’єру становила 172 метра при річній потужності у 0,3 млн тон (запаси родовища оцінили у 1,86 млн тон).
Станом на 2019 рік видобуток на Лівобережному родовищі вже припинився.
Видобута руда надходила на Гайську збагачувальну фабрику.
Розробку родовища провадив Гайський гірничо-збагачувальний комібнат, що належить до групи Уральської гірничо-металургійної компанії.